# Phlegmariurus phlegmaria
Espèce
Phlegmariurus phlegmaria est une espèce épiphyte de la famille des Lycopodiaceae. Il a pour synonyme Huperzia phlegmaria, communément connue sous le nom de fougère à glands grossiers ou Fougère à glands commune. Les membres de l'ordre des Lycopodiales sont couramment appelés « clubmosses ».

## Répartition
C'est une espèce originaire des forêts tropicales de Madagascar, de certaines îles de l'océan Indien, d'Asie, Australasie et de nombreuses îles du Pacifique. Phlegmariurus phlegmaria se trouve couramment dans les forêts humides et les forêts tropicales à haute altitude, dans et parmi les mousses et autres épiphytes.
Phlegmariurus phlegmaria est originaire :
- d'Afrique (Cameroun, Comores, Guinée équatoriale, Gabon, Ghana, Madagascar, Malawi, São Tomé et Príncipe, Sierra Leone, Tanzanie (y compris l'archipel de Zanzibar), et Ouganda) ;
- d'Asie tempérée et tropicale (provinces chinoises de Guangdong, Guangxi, Hainan, Yunnan ; préfectures du Sud du Japon de Kyushu et les îles Ryukyu ; Malaisie ; Sri Lanka ; Taïwan ; et Thaïlande) ;
- d'Australasie (Nord-Est du Queensland en Australie ; Nouvelle-Zélande) ;
- du Pacifique nord-ouest et sud-ouest (dans les Fidji ; Guam ; et le groupe d'îles Truk des Micronésie)[1].

Il est probablement natif, mais n'a pas encore été signalé, dans d'autres régions du « Paleotropical Kingdom ».

## Description
Espèce vasculaire de lycophytes, Phlegmariurus phlegmaria ressemble à de nombreuses espèces de mousse. Les tissus spécialisés conducteurs de fluides des plantes vasculaires distinguent les lycophytes des bryophytes plus basales (mousses et hépatiques). Le stade diploïde sporophyte du cycle de vie des lycophytes est dominant. Les sporophytes produisent des spores tétraédriques de 37 × 35 μm, de couleur blanc cassé, avec des angles ne dépassant jamais 130°.
Phlegmariurus phlegmaria est une espèce variable et la stature des spécimens peuvent différer considérablement d'une région à une autre. Ils peuvent être identifiés par la présence de microphylles pétiolées stériles et de petites microphylles fertiles sur de minces strobiles ramifiés.
Les individus de Phlegmariurus phlegmaria possèdent un véritable système racinaire. Leurs tiges aériennes allongées pendent des arbres hôtes (jusqu'à 80 cm de long). Les feuilles disposées en spirale sont lancéolées (en forme de lance), étroites et arrondies à la base. Ils deviennent encore plus étroits à l'extrême base, là où les sporanges sont situés dans la zone fertile de la tige. Les feuilles de Phlegmariurus phlegmaria sont coriaces (ressemblent au cuir). Les feuilles diffèrent par leur morphologie dans la zone fertile, ce qui facilite la distinction entre les zones. Les feuilles de la zone fertile sont appelées sporophylles. Les sporophylles sont en forme de massue, d'où le nom commun anglais de « clubmoss ». Des spores homosporées sont produites à l'aisselle.

## Phlegmariurus phlegmariaet l'Homme
De nombreuses mousses produisent des spores hautement inflammables. Historiquement, les couches de spores de clubmoss ont été utilisées dans la formation de feux d'artifice et dans les poudres flash au début de la photographie. Les spores de clubmoss ont également été utilisées dans la production de poudre d'empreintes digitales et dans l'industrie pharmaceutique pour enrober des pilules.

## Liste des variétés
Selon GBIF (31 décembre 2023) :
- Phlegmariurus phlegmaria var. longifolius (Spring)
- Phlegmariurus phlegmaria var. phlegmaria

## Systématique
Le nom correct complet (avec auteur) de ce taxon est Phlegmariurus phlegmaria (L.) Holub.
L'espèce a été initialement classée dans le genre Lycopodium sous le basionyme Lycopodium phlegmaria L..
Phlegmariurus phlegmaria a pour synonymes :
- Huperzia feejeensis (Luerss.) Holub
- Huperzia phlegmaria var. divaricatum Blume
- Huperzia phlegmaria (L.) Rothm.
- Huperzia simonii (Nessel) Holub
- Lepidotis phlegmaria (L.) P.Beauv.
- Lycopodium filiforme Wall.
- Lycopodium filiforme Wall. ex Roxb.
- Lycopodium horizontale var. submoniliforme Alderw.
- Lycopodium horizontale var. submoniliformis Alderw.
- Lycopodium phlegmaria var. feejeensis Luerss.
- Lycopodium phlegmaria var. longibracteatum Domin
- Lycopodium phlegmaria var. parvifolium Spring
- Lycopodium phlegmaria L.
- Lycopodium phlegmarium var. feejeense Luerss.
- Lycopodium transiens Alderw.
- Lycopodium vrieseanum Spring
- Phlegmariurus phlegmaria var. laxosporophyllus Gias & Pasha
- Phlegmariurus phlegmaria (L.) T.Sen & U.Sen
- Urostachys borneensis Herter
- Urostachys feejeensis (Luerss.) Herter
- Urostachys leonis Herter
- Urostachys phlegmaria (L.) Herter ex Nessel
- Urostachys phlegmaria (L.) Herter, 1923
- Urostachys simonii Nessel
- Urostachys submoniliformis (Alderw) Herter
- Urostachys transiens (Alderw.) Herter
- Urostachys transiens (Alderw.) Herter ex Nessel
- Urostachys vrieseanus (Spring) Herter
- Urostachys vrieseanus (Spring) Herter ex Nessel